# صحيفة الصباح الجديد
هي أحد الصحف العراقية اليومية السياسية مستقلة ضمن شبكة الاعلام العراقي, مدير التحرير إسماعيل زاير